# Тункинские буряты
Тунки́нские буря́ты (бур. Түнхэнэй буряадууд) — этнотерриториальная группа в составе бурятского этноса. Расселены в долинах реки Иркут, и ее притоков, находящихся в горном массиве Восточного Саяна.

## Родоплеменной состав

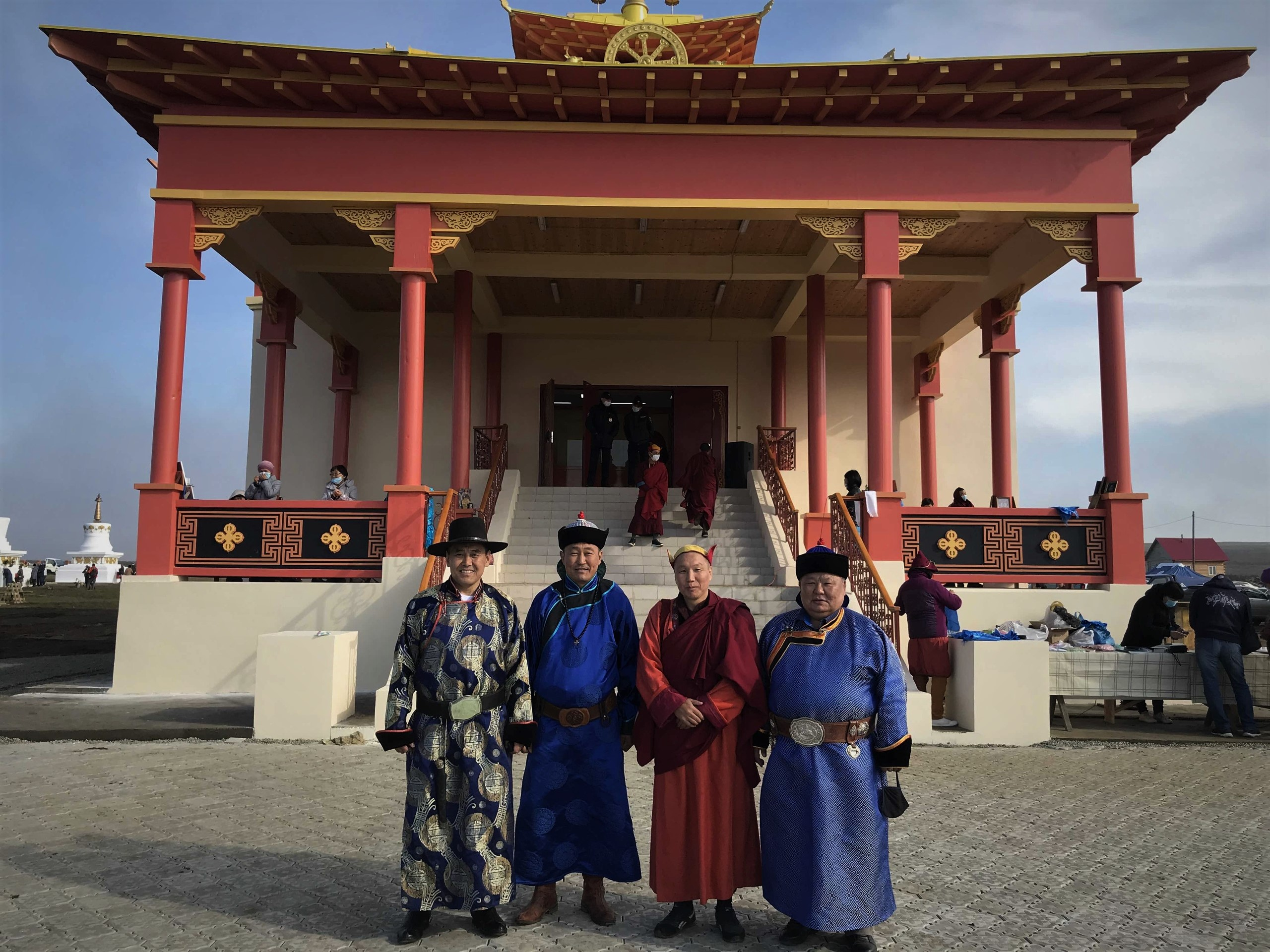
Тункинский бурят, урянх-цонгол, табангуты. Янгажинский дацан.

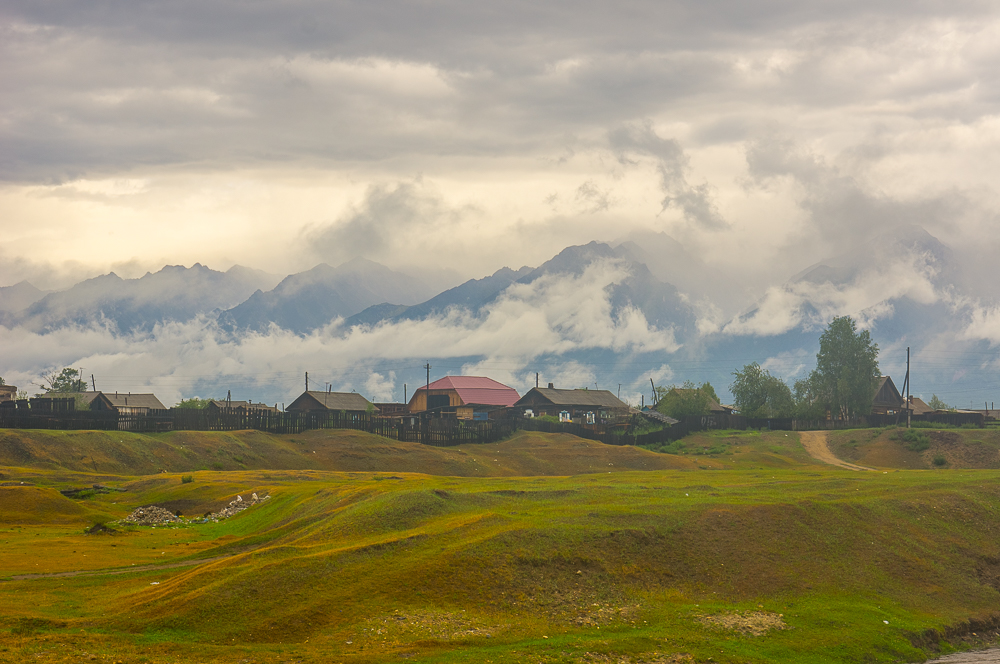
Кырен, Тункинский район

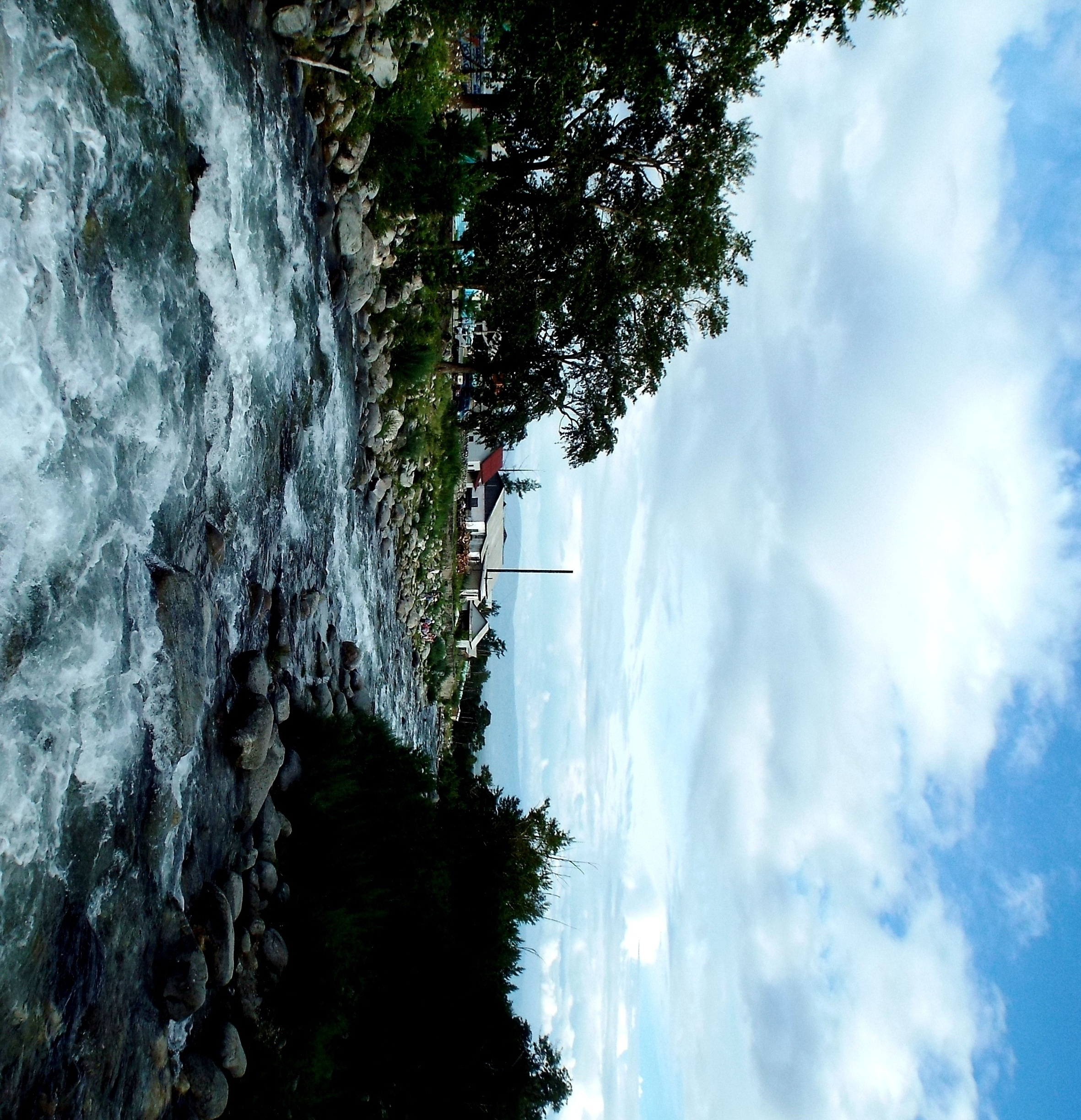
Аршан, Тункинский район

В состав этнотерриториальной группы тункинских бурят входят такие малые племена, как хонгодор, хурхуд (хурхууд, хурхад), шошолог, тэртэ, хойхо (хойго, hойhо), бадархан, чалдар (челдар, шалдаарнууд), урянхай, сойот, иркит, онход, таха, мандай, булагад, зунгар, хоршон (хорчид, хоршод), залха, енгуд, чахар, донгойд (донгод), мондэ, бурутхан (буруутхан, бурудхатан), далхай (далахай, долхой, боржоон далахай, боржигон далахай), бурэнгуд (бурэнгуй), ноёд, уляба (уляаба), долоонгуд (долонгуд), шоошхой, даланча, шоно, эрсиисхэд, табалангууд, турайд, тулмашад, харьбяад, ирэн.
Тункинские тэртэ подразделяются на два подрода: ноёд и даланша. В числе родственных роду мондэ (мондээтэн, мондэ яhан) упоминаются кости: хульшайтан (хульшэ яhан), магатан (марга яhан), мэнтиртэн (мэнтир яhан). В числе родов, проживавших в районе Тункинского острога, М. Н. Богдановым также упоминаются хонют, киркульт, шолот, чичедар, шаранут, ценгенхин (сэнтигэн), заяктай.
Наиболее многочисленной общностью являются хонгодоры. Среди тункинских хонгодоров отмечены такие роды, как ашхай, шуртху, саган, моотонго, шуранхан, бадархан. Основную часть составляют малые племена, неприсоединившиеся к большим бурятским племенам. Распространены также прежде тюркоязычные сойоты, иркиты, а также прежде тунгусоязычные залха.